# Associazione Sportiva Calcio Edera Trieste 1949-1950
Questa voce raccoglie le informazioni riguardanti l'Associazione Sportiva Calcio Edera Trieste nelle competizioni ufficiali della stagione 1949-1950.

## Rosa
| N. |                   | Ruolo | Calciatore    |
| -- | ----------------- | ----- | ------------- |
|    | Italia (bandiera) | A     | D. Baldusso   |
|    | Italia (bandiera) | C     | E. Baldassi   |
|    | Italia (bandiera) | A     | L. Carini     |
|    | Italia (bandiera) | D     | L. Cuschiè    |
|    | Italia (bandiera) | D     | L. D'Ambrosi  |
|    | Italia (bandiera) | A     | V. Gerin      |
|    | Italia (bandiera) | C     | N. Marinovich |
|    | Italia (bandiera) | C     | G. Milloch    |

| N. |                   | Ruolo | Calciatore   |
| -- | ----------------- | ----- | ------------ |
|    | Italia (bandiera) | A     | Carlo Maluta |
|    | Italia (bandiera) | C     | M. Moro      |
|    | Italia (bandiera) | C     | A. Paoli     |
|    | Italia (bandiera) | C     | A. Picogna   |
|    | Italia (bandiera) | D     | G. Pierobon  |
|    | Italia (bandiera) | C     | A. Rigonat   |
|    | Italia (bandiera) | A     | L. Siega     |
|    | Italia (bandiera) | C     | F. Zanolla   |